# غيلبرت فافر
غيلبرت فافر (بالإسبانية: Gilbert Favre)‏ هو عازف كلارينيت سويسري وبوليفي، ولد في 19 نوفمبر 1926، وتوفي في 12 ديسمبر 1998 في جنيف في سويسرا.

## وصلات خارجية
- غيلبرت فافر على موقع ميوزك برينز (الإنجليزية)
- غيلبرت فافر على موقع ديسكوغز (الإنجليزية)
- غيلبرت فافر على موقع ديسكوغز (الإنجليزية)